# Prins Fredrik av Storbritannien
Fredrik Vilhelm av Storbritannien (engelska: Frederick William), född 13 maj 1750 på Leicester House, London, död 29 december 1765 på Leicester House, London, var en brittisk prins, son till den brittiske tronföljaren Fredrik, prins av Wales och Augusta av Sachsen-Gotha.
Prinsen led redan från födseln av dålig hälsa och labil fysisk konstitution, vilket betydligt begränsade honom. Han ägnade sig därför främst åt böcker. Horace Walpole beskrev honom som "en stilig och lovande pojke".[källa behövs]
Han avled endast 15 år gammal och begravdes den 4 januari 1766 i Westminster Abbey.